# ووتر وورلد (يريفان)
ووتر وورلد (الأرمينية: Ջրաշխարհ) هي حديقة مائية تقع في شارع ميازنيكيان في منطقة نور نورك في العاصمة الأرمينية يريفان. تحتوي الحديقة المائية على مساحة 2.5 هكتار وحديقة مائية داخلية بمساحة 0.5 هكتار.